# Parc d'État d'Afognak Island
Afognak Island State Park est un parc d'État de l'Alaska situé sur l'île Afognak dans le Kodiak Island Borough. L'île Afognak est au nord-est de l'île Kodiak sur la péninsule d'Alaska. La plupart du parc d'État d'Afognak Island n'est pas développé. Le parc, couvrant 303 km², est connu pour sa topographie accidentée et sa grande variété d'animaux sauvages. Le parc d'État d'Afognak Island est ouvert aux loisirs toute l'année, y compris la pêche, la chasse et la randonnée. Le transport est assuré par hydravion de Kodiak vers diverses zones autour du parc. Il se trouve aux extrémités nord et est de l'île et entoure les baies de Perenosa, Seal et Tonki. Il borde une partie du refuge national de faune Kodiak à l'ouest.

## Histoire
Ce qui est maintenant connu sous le nom d'Afognak Island State Park a été créé comme faisant partie des premières zones de conservation aux États-Unis en 1892, soixante-sept ans avant que l'Alaska ne devienne le 49e État. Il était alors appelé Afognak Island Forest and Fish Culture Reserve. Cette classification a permis la conservation de la faune et de l'habitat du saumon. Il a été reclassé en 1908 dans le cadre de la forêt nationale de Chugach. La propriété a été transférée en 1980 à des sociétés autochtones dans le cadre de l'Alaska Native Claims Settlement Act. L'établissement du parc d'État de l'île Afognak a eu lieu en 1994 lorsque 168 km² ont été vendus à l'État en tant que parcs pour restaurer et protéger l'habitat à la suite de la marée noire d'Exxon Valdez. 135 km² supplémentaires ont été ajoutés au parc en 2001 grâce au financement de l'affaire Valdez pour protéger plus d'habitats.

## Écologie
Le parc d'État d'Afognak Island est resté presque vierge. Une petite partie du parc près de Seal Bay a été exploitée dans les années 1990. Le parc abrite une ancienne forêt primaire d'épinettes de Sitka et fournit des frayères pour une variété de saumons. Le cerf de Sitka, l'ours Kodiak, le wapiti de Roosevelt et le guillemot marbré ne sont que quelques-uns des animaux que l'on peut voir dans le parc. 

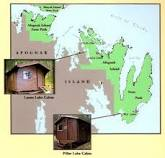